# Cerkiew Zwiastowania Najświętszej Maryi Pannie w Krajnej
Cerkiew Zwiastowania NMP w Krajnej – nieistniejąca drewniana filialna cerkiew greckokatolicka, znajdowała się w Krajnej, w gminie Bircza, w powiecie przemyskim.
Cerkiew zbudowana została w 1882, należała do parafii greckokatolickiej w Łomnej. Została zburzona po II wojnie światowej.